# Władcy Kapui
Lista władców księstwa Kapui

## Hrabiowie Kapui (longobardzcy)
- Landulf I (840 – 842)
- Landone I (842 – 861),
- Landone II (861)
- Pandone (861 – 862)
- Pandenulf (862)
- Landulf II (862 – 879)
- Pandenulf (879 – 882)
- Landone III (882 – 885)
- Landenulf I z Teano (885 – 887)

## Książęta longobardzcy Kapui
- Atenulf I (887 – 910)
- Atenulf II (910 – 935)
- Landulf III z Carinola (935 – 943)
- Landulf IV Rudy (943 – 961)
- Pandulf I Żelazna Głowa (961 – 982)
- Landulf V  (961 – 968)
- Landulf VI (968 – 983)
- Landenulf II (983 – 993)
- Aleard (982 – 992)
- Laidulf (993 – 999)
- Aldemar (999)
- Landulf VII z Sant'Agata (999 – 1007)
- Pandulf II (1007 – 1022)
  - Pandulf III (1009 – 1016), koregent
  - Pandulf IV (1016 – 1021), koregent
  - Pandulf V (1020 – 1022), koregent
- Pandulf VI (1022 – 1026)
- Pandulf IV (1026 – 1039)
- Guaimar IV z Salerno (1038 – 1046)
- Pandulf IV (1046 – 1050)
- Pandulf V (1050 – 1057)
- Landulf VIII (1057 – 1059)

## Książęta normańscy Kapui
- Ryszard I Drengot (1058 – 1078)
- Jordan I (1078 – 1091)
- Ryszard II (1091)
- Landon IV (1091 – 1098)
- Ryszard II (1098 – 1106)
- Robert I (1107 – 1120)
- Ryszard III (1120)
- Jordan II (1120 – 1127)
- Roberto II (1127 – 1135)
- Alfons d'Altavilla (1135 – 1137)
- Robert II (1137)
- Alfons d'Altavilla (1137 – 1144)
- Wilhelm II Dobry (1144 – 1155)
- Robert II (1155 – 1156)